# 安藤盛季
安藤 盛季（あんどう もりすえ、生没年不詳）は、室町時代の武将。陸奥、蝦夷地の豪族。

## 人物
檜山系安藤氏（のち安東氏）の初代当主。父の名には諸説あり、系図類も法季、貞季、能季、宗季と分かれている。生母を陸奥守北畠顕家の女とする伝承もある（安藤秋田氏系譜など）。米良文書によると父法季は安藤又太郎宗季の孫という。本姓は安倍。下国（しものくに）殿、下国安藤太盛季とも記録されている。なお、盛季存命当時には安東という表記は見受けられず安藤となっているが、子孫が安東を名乗ったため後世の文書には安東盛季とも書かれている。弟に鹿季。子に康季、南部義政室。
安藤氏は陸奥津軽十三湊付近を根拠とし、蝦夷地との交易を中心とした海上交通に従事する海の豪族であった。盛季は、応永2年（1395年）、弟の西関二郎鹿季を出羽秋田郡に分家させ、上国（かみのくに）家と号したとの伝承がある。しかし神社奉納額や奉書等の文書により当時秋田郡には既に安藤氏の一族が入っていたことが推定されている。下国と上国の二家分立を鎌倉末期の安藤氏の乱における一族争いに起因すると見る説もあるが、詳細は不明である。
秋田家系図では応永21年2月2日（1414年2月21日）に没したとされているが、松前藩史『新羅之記録』では嘉吉3年（1443年）に蝦夷地に渡ったとされているため没年は不詳である。
嘉吉3年（1443年）以降に死没したとの説では、応永30年（1423年）、足利義量に馬、輸入銭、海虎皮、昆布を献上した安藤陸奥守を盛季に比定する。 
その後、『満済准后日記』によれば永享4年（1432年）、『新羅之記録』によれば嘉吉3年（1443年）、南部義政に攻撃され、蝦夷地へ退転したと伝えられている。近時学説では、永享4年（1432年）の敗戦後に幕府の仲裁により和睦が図られ、盛季は十三湊に戻り永享12年（1440年）娘を南部義政に嫁したが、嘉吉2年（1442年）再度攻撃された翌年に蝦夷地に逃れたと見ており、十三湊の発掘結果等からも支持されている。
一方で『若州羽賀寺縁起』によれば、応永5年（1398年）に羽賀寺が焼失した際、後花園天皇からの勅命を受け子の康季に永享8年（1436年）再興させたという。落慶時の文安4年（1447年）には盛季は死去していたらしい。
盛季没後の下国安藤氏は、康季が文安2年（1445年）に津軽に攻め入るものの戦陣で病死し、その子の義季も享徳2年（1453年）南部氏との戦闘に敗れ自害。盛季直系は断絶し、盛季の甥の子である政季が下国家を継いだ。